# Palmă (unitate de măsură)

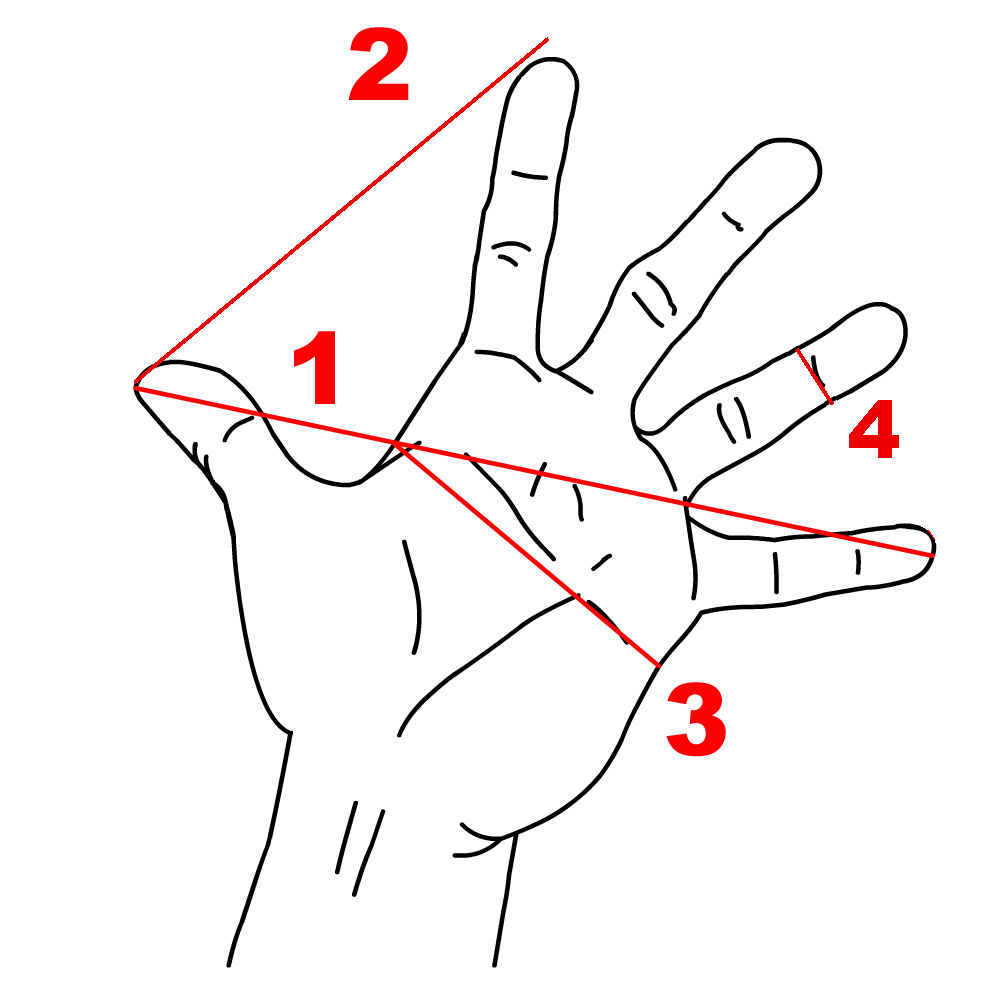
1: palmă, 2: șchioapă, 3: lat de palmă, 4: deget sau parmac.

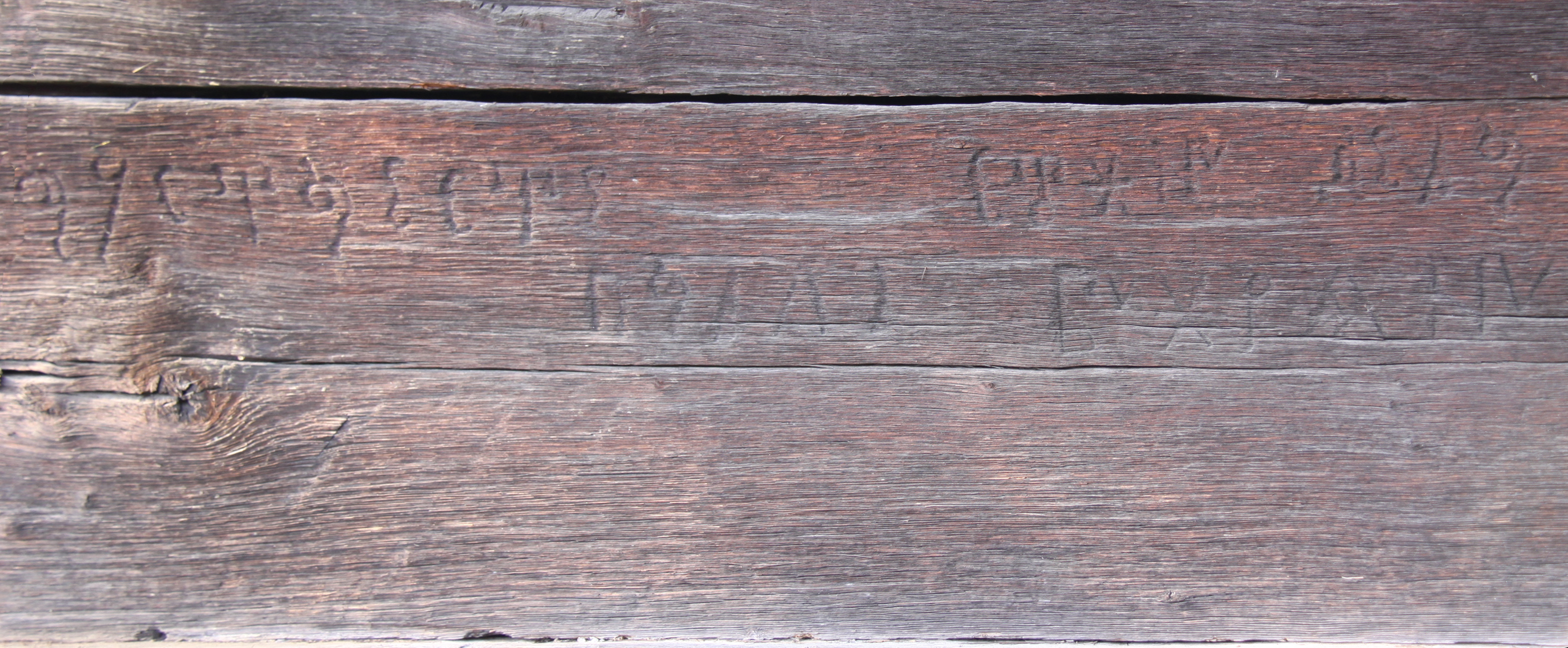
„Acesta este stă[n]jenu de la Craiova de opt palme, Bujorianu”. Inscripție cu măsura palmei, cel mai probabil folosită la confecţionarea stânjenului cu care s-a măsurat hotarul satului, săpată în peretele de miazăzi al bisericii de lemn din Mănăilești-Moșteni, Vâlcea. Foto: aprilie 2010.

Palma este o unitate de măsură arhaică a lungimii folosită în toate cele trei țări românești ca submultiplu și etalon al stânjenului. Palma este aproximată la români cu distanța dintre degetul mare și a celui mic când palma era deschisă la maxim. În Europa palma, ca unitate de măsură, a avut ca model comun palma antică greacă și romană, care, în fapt, erau stabilite după latul palmei. Palma a variat în timp, de la o țară la alta, între regiuni, orașe, profesii, în funcție de dimensiunea palmei folosite și a modului de a o stabili.

## Palma ca unitate de măsură la români
Palma a fost o măsură mică de lungime, egală cu „cât să poate întinde [palma] din vârful degetului celui mic până în vârful degetului celui mare”. Expresia „o palmă de loc” s-a păstrat în limba română cu sensul de distanță mică. Cu palma se măsurau îndeosebi distanțele mici ca de exemplu adâncimea gropilor, mărimea scândurilor sau elemente de construcție.
Palma era submultiplu al stânjenului și pasului, calculate adesea pe baza palmei, primul având opt respectiv șase palme. Când mărimea palmei nu era stabilită prin lege aceasta varia de la om la om, de aceea se însemna pe documentele de hotărnicii.

### Palma în Țara Românească
Palma apare în documentele de cancelarie din secolul 16, când li se cere sătenilor „nici o palmă de pământ să nu treceți peste hotare”. Palma fiind submultiplu al stânjenului, acesta din urmă era la nevoie confecționat pe loc din opt palme: „cum iaste obiceaiul moșiilor”.
De la sfârșitul secolului 17, în Țara Românească sunt cunoscute două palme etalon, palma lui Șerban vodă și palma lui Constantin vodă. Introducerea a două palme etalon diferite a creat multe probleme la efectuarea măsurătorilor. De aceea, pentru a evita neînțelegerile, se cerea folosirea palmei cu care se făcuse anterior măsurătoarea unei moșii . În 1855 s-au unificat cele două etaloane vechi într-unul mediu, adaptat sistemului metric, cunoscut sub numele de palma lui Știrbei vodă.

#### Palma lui Șerban vodă
Palma lui Șerban vodă a fost stabilită în timpul domniei lui Șerban Cantacuzino (1678-1688). În măsură modernă palma lui Șerban vodă păstrată pe o șipcă de lemn de la sfârșitul secolului 18 cu textul: „palma domnească a lui Șerban vodă; opt palme de acestea iaste un stânjen al mării sale”. Palma lui Șerban vodă avea 24,5 cm. Palma lui Șerban vodă a fost cel mai adesea folosită, până la introducerea sistemului metric.

#### Palma lui Constantin vodă
Palma lui Constantin vodă a fost stabilită în timpul domniei lui Constantin Brâncoveanu (1688-1714), având 25,25 cm, fiind ceva mai mare decât cea anterioară, a lui Șerban vodă. Palma lui Constantin vodă a fost folosită mai rar decât cea al lui Șerban vodă, fiind întâlnită îndeosebi în Oltenia.

#### Palma lui Știrbei vodă
Palma lui Știrbei vodă a fost stabilită în timpul domniei lui Barbu Știrbei (1849-1853 și 1854-1856). În septembrie 1855 Vornicia din Lăuntru a propus și domnul Barbu Știrbei a aprobat ca stânjenul folosit în țară „să se determineze după sistemul metric, hotărându-se a fi pe viitor de o lungime de 2000 de milimetre sau de 2 metre și aceasta să serve de bază de acum înainte la toate măsurătorile în general.” Acest stânjen era așadar dublul metrului, notat și „metru 2”, fiind împărțit după sitemul zecimal în zece palme.

### Palma în Moldova
În Moldova stânjenul era de 8 palme, ca și în Țara Românească. Spre deosebire de Țara Românească, în Moldova nu s-a impus o palmă etalon și din această cauză stânjenul a variat după mărimea palmei. Grigore II Ghica, care a domnit în Moldova cu întreruperi între anii 1726-1748, a încercat fixarea unei palme domnești drept etalon al stânjenului. „Palma domnească” a variat semnificativ în timp, în funcție de palma folosită, măsurând 29,7 cm în 1790, 28,3 cm în 1842 și 27,875 cm în 1864.
În practica țării stânjenul se făcea pe loc din opt palme, primind numele celui a cărui palmă se folosea. În Moldova se folosea palma „domnească” sau „gospod” la confecționarea „stânjenului domnesc”, iar când palma cu care se măsura era „proastă” sau „de om de mijloc”, stânjenul purta numele de stânjen „prost”, respectiv „de mijloc”. În general „palma domnească” era mai mare decât celelalte iar cea proastă mai mică. În 1842 „palma domnească” măsura 28,3 cm, cea „de mijloc” 25,7 cm iar cea „proastă” numai 21,3 cm. Folosirea acestor palme de mărimi variabile la măsurătoarea pământului crea numeroase conflicte. Pentru evitarea lor, în foarte multe cazuri se însemna pe documentele de hotărnicie mărimea palmei folosite la confecționarea stânjenului.